# Vétérin de Gennes

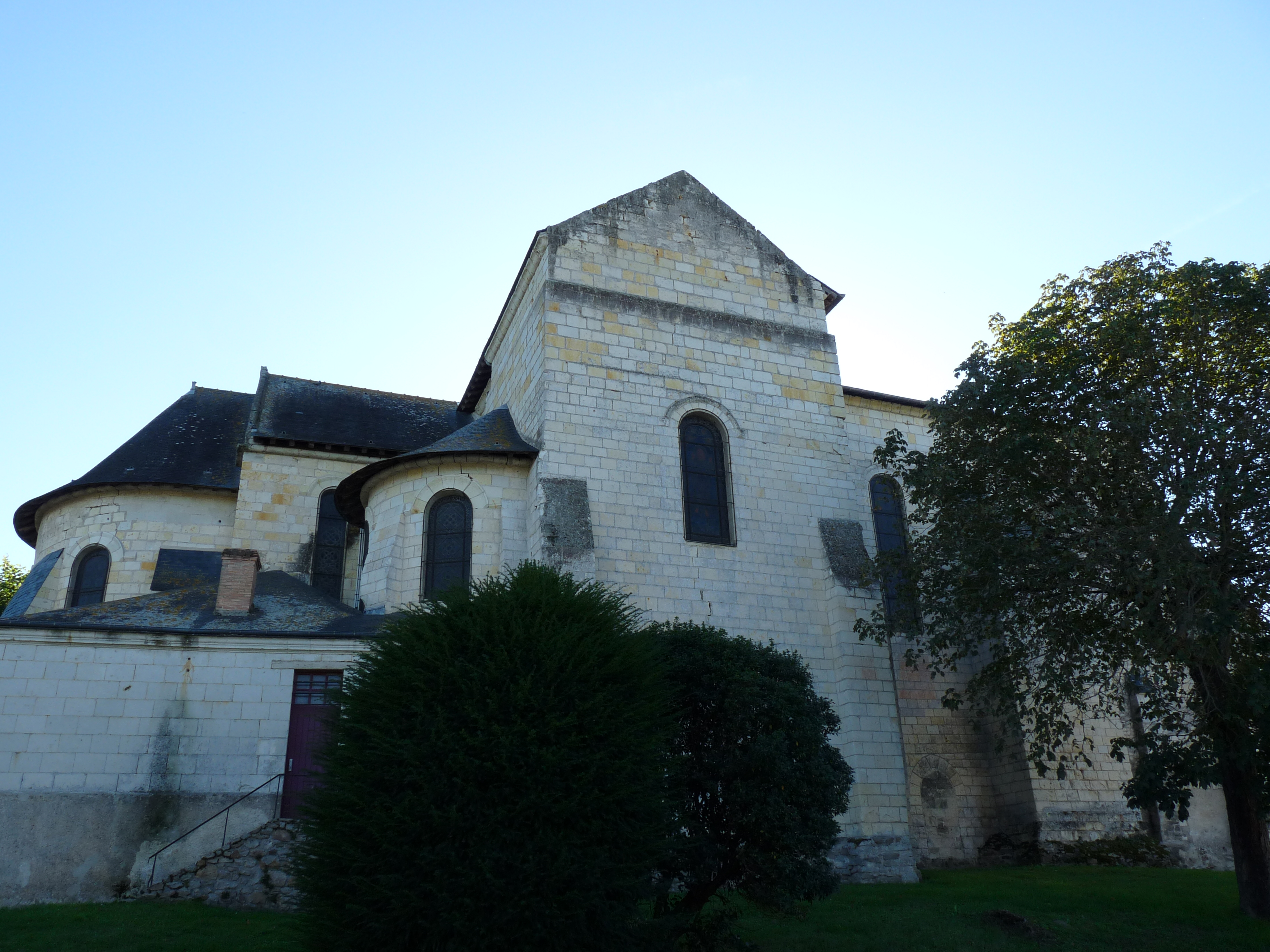
L'église Saint-Vétérin de Gennes.

Vétérin (IVe siècle, ou Ve siècle), ou Véterin, Vétérin de Gennes, est un saint chrétien, confesseur, disciple de saint Martin, qui évangélisa les régions de l'Anjou autour de la Loire.
Il est fêté le 23 février.
Il est à mettre en relation avec saint Doucelin d'Allonnes (fête le 8 juillet) qui était aussi disciple de saint Martin de Tours et qui évangélisa la région voisine d'Allonnes. Deux autres saints ont participé à l'évangélisation de la région : Maxenceul à Cunault ; et Macaire à Saint-Macaire-en-Mauges et à Roussay.